# Pablo Verani
Pablo Verani (Reggio Emilia, 7 de febrero de 1938-General Roca, 25 de septiembre de 2013) fue un político y abogado argentino de origen italiano perteneciente a la Unión Cívica Radical, que se desempeñó como gobernador de la provincia de Río Negro entre 1995 y 2003, entre otros cargos.

## Primeros años
Verani nació en la Provincia de Reggio Emilia, Italia, en 1938 en el seno de una familia de agricultores, siendo su padre un destacado político local quienes se asentaron en Allen, provincia de Río Negro, donde siguieron dedicándose a la agricultura.
Pablo Verani completó sus estudios en Buenos Aires, obteniendo una licenciatura en Derecho en la Universidad de Buenos Aires en 1964. Regresó a Río Negro y heredó parte de las tierras de su familia, y más tarde compra el Deportivo Roca, un pequeño equipo de fútbol, lo cual le resultó una mala inversión, lo que motivó su vuelta a la agricultura; sin embargo, había alcanzado reconocimiento en Río Negro como propietario de aquel.

## Carrera política
Fue elegido intendente de General Roca, la segunda ciudad más grande de la provincia, en 1983. Se unió a Horacio Massaccesi y fue llevado como candidato a la vicegobernación en la fórmula Unión Cívica Radical (UCR) a la gobernación en 1987, y se desempeñó en el cargo hasta 1991, cuando fue elegido en la Legislatura provincial. Después de un periodo dentro de la UCR rionegrina, fue elegido Gobernador de Río Negro en 1995 y fue reelegido en 1999. Después de terminar su mandato de gobernador, Verani se desempeñó como Ministro provincial de Planificación y Desarrollo.>varios de sus ministros allegados en la gobernación finalmente serían procesados y condenados por diversos actos de corrupción, entre ellos Miguel Irigoyen, está condenado a 5 años de prisión por coimas en la adjudicación de casas de juego. Guillermo Campbell y Haroldo Lezcano, ambos políticos de la UCR acusados por presunto fraude al Estado por la utilización de "facturas apócrifas" y "sustracción indebida" de unos 620 mil pesos.
En 2007 fue elegido senador nacional por su provincia. En el Senado integró las siguientes comisiones:
- Presidente de la comisión de ciencia y tecnología.
- Vocal de asuntos constitucionales, de defensa nacional, de la comisión de acuerdos, de la comisión de coparticipación federal de impuestos y de la comisión bicameral permanente de promoción y seguimiento de la comunicación audiovisual.
- Miembro suplente del Consejo de la Magistratura por la UCR.
- Miembro suplente del jurado de enjuiciamiento de magistrados.[7]

## Muerte
Falleció en una clínica privada de General Roca debido a una insuficiencia renal el 25 de septiembre de 2013.